# Système de grandeurs
En physique, un système de grandeurs est un ensemble de grandeurs physiques, associé à un ensemble de relations entre ces grandeurs.

## Système international de grandeurs
Le Système international de grandeurs,,, abrégé ISQ, est le système de grandeurs sur lequel se fonde le Système international d'unités.
De ce fait, il est le système de grandeurs le plus utilisé. Il est défini par le Bureau international des poids et mesures (BIPM) et est publié par l'Organisation internationale de normalisation (ISO) et la Commission électrotechnique internationale (CEI) dans les normes de la série ISO/CEI 80000 (« Grandeurs et unité »). Il est fondé sur sept grandeurs de base, à savoir : la longueur, la masse, le temps, le courant électrique, la température thermodynamique, la quantité de matière et l'intensité lumineuse.
Il contient l'ensemble des grandeurs physiques traditionnelles (masse, longueur, champ électrique...) ainsi que les relations postulées entre ces grandeurs (lois de Newton, équations de Maxwell...), formulant l'ensemble des théories physiques ou chimiques aujourd'hui en vigueur.
L'ISO 8000-1:2009 détaille : 

« « ISQ » n'est qu'une notation pratique pour désigner le système de grandeurs et d'équations intrinsèquement infini et en continuelle évolution et expansion sur lequel reposent les sciences et techniques modernes. « ISQ » est une notation abrégée du « système de grandeurs sur lequel repose le SI ». »

## Autres systèmes de grandeurs
Des systèmes de grandeurs différents sont à la base des systèmes CGS. Certaines équations de ces systèmes prennent alors des formes différentes. Ainsi, lorsqu'on écrit la loi de force entre deux charges ponctuelles {\displaystyle q_{1}} et {\displaystyle q_{2}} séparées d'une distance {\displaystyle d} :
{\displaystyle \|{\vec {F}}\|=k{\dfrac {q_{1}q_{2}}{d^{2}}},}
le choix du facteur {\displaystyle k} donnera des systèmes de grandeurs différents. {\displaystyle k} est la constante de Coulomb. Dans l'ISQ, {\displaystyle k={\frac {1}{4\pi \varepsilon _{0}}}}. Dans le système CGS électromagnétique, {\displaystyle k=c^{2}} où {\displaystyle c} est la vitesse de la lumière dans le vide. Dans le système CGS électrostatique, {\displaystyle k=1}. De manière générale, les équations de l'électromagnétisme s'écrivent différemment dans ces systèmes (voir par exemples celles du systèmes CGS gaussien).
Un autre exemple est le système English Engineering Units (en), dans lequel la deuxième loi de Newton s'écrit {\displaystyle {\vec {F}}=m{\vec {a}}/g_{c}} où {\displaystyle g_{c}} est une constante dont la dimension fait intervenir celles de longueur, durée, masse et force, et non pas {\displaystyle {\vec {F}}=m{\vec {a}}} comme dans l'ISQ.
Ces choix de constantes multiplicatives dans les équations de la théorie, en fonction des dimensions des constantes, fixent la partition entre grandeurs de base et grandeurs dérivées. Par exemple, ces choix font du courant électrique une grandeur de base dans l'ISQ, mais une grandeur dérivée dans les systèmes CGS (ainsi, {\displaystyle {\text{dim}}(I)={\mathsf {I}}} dans l'ISQ,  {\displaystyle {\text{dim}}(I)={\mathsf {M}}^{1/2}{\mathsf {L}}^{1/2}{\mathsf {T}}^{-1}} dans le système CGS électromagnétique, {\displaystyle {\text{dim}}(I)={\mathsf {M}}^{1/2}{\mathsf {L}}^{3/2}{\mathsf {T}}^{-2}} dans le système CGS électrostatique). Ou encore, ils font de la force une grandeur de base dans le système English Engineering Units (ce système comprend donc la masse, la longueur, la durée et la force dans ses grandeurs de base), alors qu'elle est grandeur dérivée dans l'ISQ. Il est ainsi possible d'ajouter ou de retirer des grandeurs de base à volonté .
Ces choix sont purement techniques ; les contenus prédictifs de l'ISQ, des systèmes CGS ou du système anglais précité sont identiques.

## Système de grandeurs et système d'unités
Un système de grandeurs ne présuppose pas un choix d'unités. La huitième brochure du Système international précise ainsi : « Pour établir un système d’unités, comme le Système international d’unités, le SI, il est nécessaire tout d’abord d’établir un système de grandeurs, dont une série d’équations définissant les relations entre ces grandeurs. »
La construction du système de grandeurs se limite donc à choisir la forme des équations qui relient les grandeurs, en particulier le choix des constantes multiplicatives. Ensuite, plusieurs choix de systèmes d'unités peuvent être effectués. Par exemple, l'ISQ fonctionne avec le Système international d'unités (SI), qui a connu plusieurs versions au gré de son histoire. Il pourrait également fonctionner avec un système d'unités complètement différentes, utilisant par exemple le pouce, la livre ou autre. Ainsi, le choix du système de grandeurs fixe les dimensions des grandeurs, mais pas leurs unités.